# Bartosz Salamon
Bartosz Salamon (Poznań, 1991. május 1. –) lengyel válogatott labdarúgó, a Lech Poznań hátvédje.
A lengyel válogatott tagjaként részt vett a 2016-os Európa-bajnokságon.

## Statisztikák

### A válogatottban
| Válogatott    | Év       | Pályára lépés | Gól |
| ------------- | -------- | ------------- | --- |
| Lengyelország | 2013     | 5             | 0   |
| Lengyelország | 2016     | 4             | 0   |
| Lengyelország | 2022     | 1             | 0   |
| Lengyelország | 2023     | 1             | 0   |
| Lengyelország | 2024     | 1             | 0   |
| Összesen      | Összesen | 12            | 0   |

## Sikerei, díjai
Cagliari
- Olasz másodosztály bajnoka (1): 2015–16